# Blacksjön, Småland
Blacksjön är en sjö i Gislaveds kommun i Småland och ingår i Nissans huvudavrinningsområde.